# Macarisia emarginata
Macarisia emarginata är en tvåhjärtbladig växtart som beskrevs av S. Elliot. Macarisia emarginata ingår i släktet Macarisia, och familjen Rhizophoraceae. Inga underarter finns listade i Catalogue of Life.